# 和田常盛
和田 常盛（わだ つねもり）は、鎌倉時代前期から中期にかけての武将・御家人。

## 略歴
承安2年（1172年）、和田義盛の嫡男として誕生。弓の名手だったと伝わり、鎌倉幕府将軍・源頼家、実朝に仕えた。
正治2年（1200年）9月、源頼家が鎌倉付近の小壺の浜で御家人の子弟たちと笠懸し、船を出して酒宴を催していた。その際、水練の達者であった弟・朝比奈義秀が海に飛び込みその特技を披露したため、これを絶賛した頼家によって奥州馬を賜った。ところが、この名馬を所望して常盛は立ち上がり、相撲ならば弟には負けないと言い出し砂浜で相撲の対決した。しかし、双方とも大力でなかなか勝敗が決しなかったため、止むなく北条義時が間に入って引き分けにさせた。常盛は衣を着替える間もなく馬に飛び乗って去ってしまったため、義秀は大いに悔しがり、その座にいた者は大笑いした。
建仁3年（1203年）の比企能員の変には父・義盛と共に追討軍に参加した。建暦3年（1213年）の和田合戦において一族と共に戦うが、敗れて甲斐国へ逃れ、横山時兼らと共に自害した。享年42。